# Eryngium galioides
Eryngium galioides là một loài thực vật có hoa trong họ Hoa tán. Loài này được Lam. mô tả khoa học đầu tiên năm 1798.